# フラギリシン
フラギリシン(Fragilysin、EC 3.4.24.74)は、ペプチダーゼである。この酵素は広い特異性を持ち、-Gly-Leu-, -Met-Leu-,-Phe-Leu-,-Cys-Leu-,Leu-Gly等の結合を分解する反応を触媒する。
この酵素は、動物やヒトの下痢の原因になっていると考えられている。